# Geniates affinis
Geniates affinis är en skalbaggsart som beskrevs av Lorenzo Camerano 1878. Geniates affinis ingår i släktet Geniates och familjen Rutelidae. Inga underarter finns listade i Catalogue of Life.